# Rajd Nowej Zelandii 2003
Rezultaty Rajdu Nowej Zelandii (33rd Propecia Rally New Zealand), eliminacji Rajdowych Mistrzostw Świata w 2003 roku, który odbył się w dniach 11–13 kwietnia. Była to czwarta runda czempionatu w tamtym roku i druga szutrowa, a także druga w Production Cars WRC. Bazą rajdu było miasto Auckland. Zwycięzcami rajdu została fińska załoga Marcus Grönholm i Timo Rautiainen jadąca Peugeotem 206 WRC. Wyprzedzili oni Brytyjczyków Richarda Burnsa i Roberta Reida w Peugeocie 206 WRC oraz norwesko-brytyjską załogę Petter Solberg/Phil Mills w Subaru Imprezie WRC. Z kolei w Production Cars WRC zwyciężyła japońsko-nowozelandzka para Toshihiro Arai/Tony Sircombe, jadący Subaru Imprezą WRX STi.
Rajdu nie ukończyło siedmiu kierowców fabrycznych. Fin Harri Rovanperä w Peugeocie 206 WRC wycofał się na 14. odcinku specjalnym z powodu wypadku. Jego rodak Jussi Välimäki w Hyundaiu Accencie WRC wycofał się na 4. odcinku specjalnym, również na skutek wypadku. Estończyk Markko Märtin w Fordzie Focusie WRC również odpadł z rywalizacji na 14. oesie (awaria silnika). Z kolei Niemiec Armin Schwarz w Hyundaiu Accencie WRC wycofał się na 1. oesie z powodu wypadku. Jego partner z zespołu Belg Freddy Loix również miał wypadek, na 18. oesie, a Szkot Colin McRae w Citroënie Xsarze WRC na 7. oesie. Natomiast Fin Kristian Sohlberg w Mitsubishi Lancerze WRC odpadł na 16. oesie (spóźnienie).

## Klasyfikacja ostateczna (punktujący zawodnicy)
| Miejsce  | Zawodnik          | Pilot           | Samochód                | Czas      | Strata   | Grupa | Punkty |
| WRC      | WRC               | WRC             | WRC                     | WRC       | WRC      | WRC   | WRC    |
| -------- | ----------------- | --------------- | ----------------------- | --------- | -------- | ----- | ------ |
| 1.       | Marcus Grönholm   | Timo Rautiainen | Peugeot 206 WRC         | 3:45:21.2 |          | A8 M  | 10     |
| 2.       | Richard Burns     | Robert Reid     | Peugeot 206 WRC         | 3:46:29.9 | +1.08.9  | A8 M  | 8      |
| 3.       | Petter Solberg    | Phil Mills      | Subaru Impreza WRC      | 3:47:31.0 | +2:09.8  | A8 M  | 6      |
| 4.       | Sébastien Loeb    | Daniel Élena    | Citroën Xsara WRC       | 3:49:36.6 | +4:15.4  | A8 M  | 5      |
| 5.       | Toni Gardemeister | Paavo Lukander  | Škoda Octavia WRC       | 3:53:35.0 | +8:13.8  | A8 M  | 4      |
| 6.       | Alister McRae     | David Senior    | Mitsubishi Lancer WRC   | 3:54:35.4 | +9:14.2  | A8    | 3      |
| 7.       | Tommi Mäkinen     | Kaj Lindström   | Subaru Impreza WRC      | 3:55:11.4 | +9:50.2  | A8 M  | 2      |
| 8.       | Didier Auriol     | Denis Giraudet  | Škoda Octavia WRC       | 3:55:29.8 | +10:08.6 | A8 M  | 1      |
| 9.       | François Duval    | Stéphane Prévot | Ford Focus RS WRC '03   | 3:56:32.9 | +11:11.7 | A8 M  |        |
| PCWRC    |                   |                 |                         |           |          |       |        |
| 1. (11.) | Toshihiro Arai    | Tony Sircombe   | Subaru Impreza WRX STi  | 4:03:30.3 |          | N4    | 10     |
| 2. (16.) | Marcos Ligato     | Ruben Garcia    | Mitsubishi Lancer Evo 7 | 4:05:40.5 | +2:10.2  | N4    | 8      |
| 3. (17.) | Hamed Al-Wahaibi  | Nicky Beech     | Mitsubishi Lancer Evo 7 | 4:06:17.3 | +2:47.0  | N4    | 6      |
| 4. (18.) | Martin Rowe       | Trevor Agnew    | Subaru Impreza WRX STi  | 4:06:21.9 | +2:51.6  | N4    | 5      |
| 5. (19.) | Ramón Ferreyros   | Javier Marín    | Mitsubishi Lancer Evo 6 | 4:06:44.8 | +3:14.5  | N4    | 4      |
| 6. (21.) | Karamjit Singh    | Allen Oh        | Proton Pert             | 4:07:17.1 | +3:46.8  | N4    | 3      |
| 7. (22.) | Niall McShea      | Petar Siwow     | Mitsubishi Lancer Evo 6 | 4:09:09.7 | +5:39.4  | N4    | 2      |
| 8. (24.) | Stig Blomqvist    | Ana Goñi        | Subaru Impreza WRX STi  | 4:14:26.7 | +10:56.4 | N4    | 1      |

1. ↑  Litera M przy oznaczeniu grupy do której należy samochód oznacza, iż tylko ci kierowcy zdobywali punkty dla swoich zespołów liczonych w klasyfikacji producentów na koniec sezonu.

## Zwycięzcy odcinków specjalnych
| Dzień      | Odcinek | G. rozp. | Nazwa                | Długość | Zwycięzca       | Czas    | Lider rajdu     |
| ---------- | ------- | -------- | -------------------- | ------- | --------------- | ------- | --------------- |
| 1 (11 KWI) | SS1     | 09:43    | Batley 1             | 19.82km | Marcus Grönholm | 10:45.2 | Marcus Grönholm |
| 1 (11 KWI) | SS2     | 10:11    | Waipu Gorge 1        | 11.24km | Richard Burns   | 6:37.0  | Marcus Grönholm |
| 1 (11 KWI) | SS3     | 10:34    | Brooks 1             | 16.03km | Marcus Grönholm | 9:46.3  | Marcus Grönholm |
| 1 (11 KWI) | SS4     | 11:47    | Cassidy              | 21.64km | Marcus Grönholm | 12:13.7 | Marcus Grönholm |
| 1 (11 KWI) | SS5     | 30:00    | Paparoa Station 1    | 11.64km | Marcus Grönholm | 6:18.2  | Marcus Grönholm |
| 1 (11 KWI) | SS6     | 14:36    | Batley 2             | 19.82km | Marcus Grönholm | 10:33.0 | Marcus Grönholm |
| 1 (11 KWI) | SS7     | 15:04    | Waipu Gorge 2        | 11.24km | Richard Burns   | 6:34.9  | Marcus Grönholm |
| 1 (11 KWI) | SS8     | 15:27    | Brooks 2             | 16.03km | Marcus Grönholm | 9:22.9  | Marcus Grönholm |
| 1 (11 KWI) | SS9     | 15:55    | Paparoa Station 2    | 11.64km | Marcus Grönholm | 6:11.7  | Marcus Grönholm |
| 2 (12 KWI) | SS10    | 8:43     | Parahi – Ararua      | 59.00km | Marcus Grönholm | 33:20.5 | Marcus Grönholm |
| 2 (12 KWI) | SS11    | 11:31    | Mititat Finish       | 20.15km | Markko Märtin   | 10:03.0 | Marcus Grönholm |
| 2 (12 KWI) | SS12    | 12:09    | Takatoka             | 10.15km | Markko Märtin   | 5:07.1  | Marcus Grönholm |
| 2 (12 KWI) | SS13    | 13:32    | Parahi               | 25.10km | Markko Märtin   | 12:42.6 | Marcus Grönholm |
| 2 (12 KWI) | SS14    | 14:05    | 19:01.3              | Ararua  | Marcus Grönholm | 19:01.3 | Marcus Grönholm |
| 2 (12 KWI) | SS15    | 19:00    | Manukau Super 1      | 2.10km  | François Duval  | 1:36.4  | Marcus Grönholm |
| 2 (12 KWI) | SS16    | 19:30    | Manukau Super 2      | 2.10km  | Petter Solberg  | 1:40.2  | Marcus Grönholm |
| 3 (13 KWI) | SS17    | 08:23    | Te Akau South Revers | 27.60km | Marcus Grönholm | 15:49.7 | Marcus Grönholm |
| 3 (13 KWI) | SS18    | 09:06    | Te Akau North        | 32.37km | Richard Burns   | 17:43.0 | Marcus Grönholm |
| 3 (13 KWI) | SS19    | 11:19    | Ridge – Campbell 1   | 16.45km | Richard Burns   | 8:53.7  | Marcus Grönholm |
| 3 (13 KWI) | SS20    | 11:47    | Ridge – Campbell 2   | 16.45km | Richard Burns   | 8:46.9  | Marcus Grönholm |
| 3 (13 KWI) | SS21    | 12:40    | Fyfe 1               | 10.60km | Richard Burns   | 5:42.3  | Marcus Grönholm |
| 3 (13 KWI) | SS22    | 13:10    | Fyfe 2               | 10.60km | Richard Burns   | 5:36.9  | Marcus Grönholm |

## Klasyfikacja po 4 rundach
Tabele przedstawiają tylko pięć pierwszych miejsc.

### Kierowcy
| Lp. | Kierowca        | Pkt |
| --- | --------------- | --- |
| 1   | Richard Burns   | 26  |
| 2   | Marcus Grönholm | 20  |
| 3   | Sébastien Loeb  | 17  |
| 4   | Colin McRae     | 17  |
| 5   | Carlos Sainz    | 16  |

### Producenci
| Lp. | Producent              | Pkt |
| --- | ---------------------- | --- |
| 1   | Marlboro Peugeot Total | 49  |
| 2   | Citroën Total          | 44  |
| 3   | Ford Rallye Sport      | 26  |
| 4   | 555 Subaru WRT         | 22  |
| 5   | Škoda Motorsport       | 12  |